# Xuanzang
| Porträtt av Xuanzang på en väggmålning från 800-talet i Mogaogrottorna |  | Staty av Xuanzang framför stora vildgåspagoden som byggdes i Chang'an för att husera texterna som Xuanzang förde med sig från Indien. |
| Porträtt av Xuanzang på en väggmålning från 800-talet i Mogaogrottorna |  | Staty av Xuanzang framför stora vildgåspagoden som byggdes i Chang'an för att husera texterna som Xuanzang förde med sig från Indien. |

Xuanzang (kinesiska: 玄奘, Wade-Giles: Hsüan-tsang) var en kinesisk buddhistmunk, född år 602 nära Luoyang, i provinsen Henan som Chen Yi, död 664. Han kom från en bildad konfuciansk familj och hade tre äldre bröder eller två bröder och en syster (beroende på källa). Han är känd för sin 17 år långa resa till Indien (under vilken han även besökte den övergivna staden Loulan), där han studerade för buddhistiska läromästare. Hans studier ägde bland annat rum vid det buddhistiska universitetet i Nalanda och för de översättningar av sutror han gjorde efter hemkomsten.
Vid återvändandet till hemlandet och huvudstaden Chang'an, nuvarande Xi'an, förde Xuanzang med sig 657 sanskrittexter och påbörjade med kejserligt understödjande det stora översättningsarbetet. Han ska enligt buddhistisk tradition ha ansvarat för översättandet av totalt 1 330 heliga buddhistiska dokument till kinesiska.
För de flesta är Xuanzang idag kanske känd främst som huvudperson i Mingromanen Färden till Västern där han också kallas "Tangmunken" (efter Tangdynastin) eller "Tripitaka", men han skrev själv 646, på kejserlig befallning, ned sina intryck från resan till Indien under titeln Nedteckningar om de västra regionerna under den stora Tangdynastin (大唐西域記, Da Tang Xiyu Ji). Boken är idag en av de viktigaste historiska källorna om Indien under 700-talet.